# Ich hatt' einen Kameraden

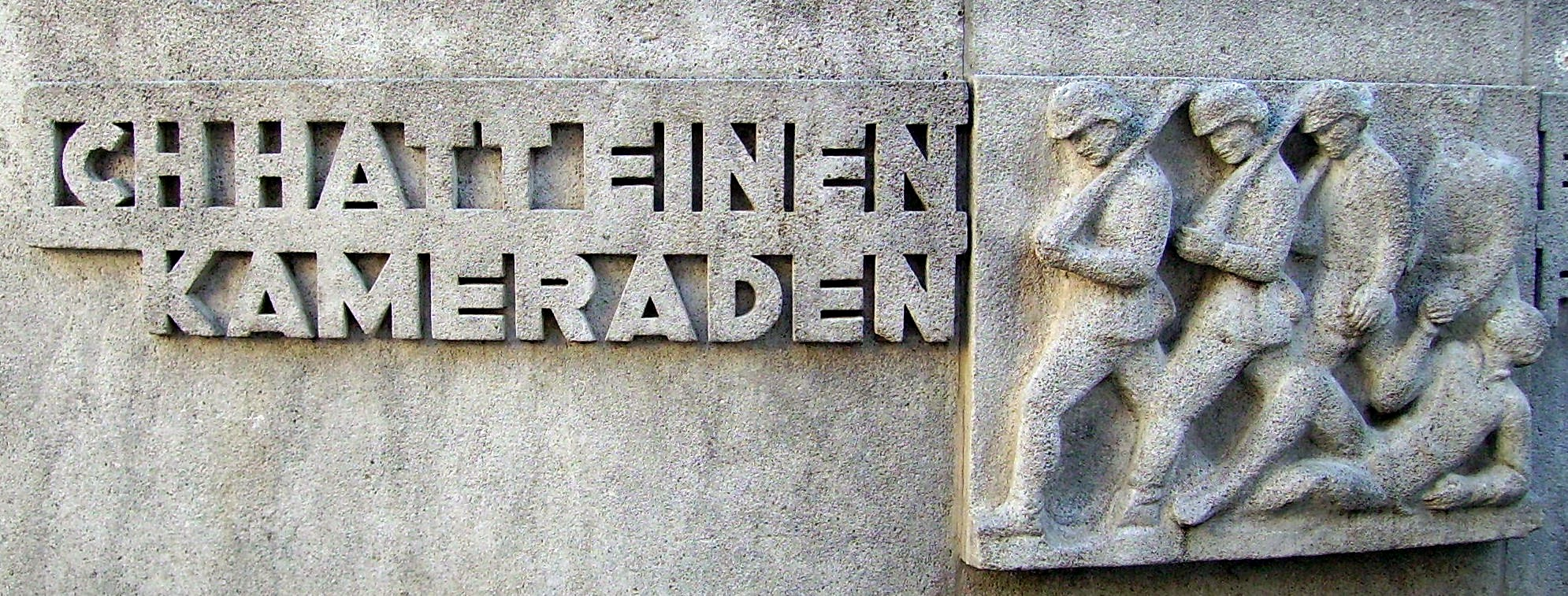
War memorial fountain in Speyer

"Der gute Kamerad" ("Den gode kamraten") är en traditionell klagosång förknippad främst med Tysklands försvarsmakt. Texten skrevs 1809 av den tyske poeten Ludwig Uhland och tonsattes 1825 av kompositören Friedrich Silcher.
"Ich hatt' einen Kameraden" spelar en viktig ceremoniell roll i Tysklands försvarsmakt och är en given del av militära begravningar. Sången har även blivit traditionell i Österrikes försvarsmakt, det österrikiska brandsförsvaret och Chiles försvarsmakt. Den används också till viss grad i Frankrikes försvarsmakt, särskilt i Främlingslegionen, då en franskspråkig variant framförs. När sången spelas gör soldater honnör, en hedersgest som annars är förbehållen nationalsånger.
Ibland spelas sången i civila ceremonier, oftast när den avlidne varit förknippad med militären. Den sjungs ofta vid begravningar av Studentenverbindung-medlemmar. Slutligen spelas den ofta i Tyskland på Hågkomstens dag.
Den tyske dramatikern Carl Zuckmayer använde 1966 sångens strof "Als wär's ein Stück von mir" som titel till sin framgångsrika självbiografi (översatt: "Som om del av mig").   
| Ursprunglig tysk text | Svensk översättning | Fransk översättning | Finsk översättning |
| --- | --- | --- | --- |
| Ich hatt' einen Kameraden, Einen bessern findst du nicht. Die Trommel schlug zum Streite, Er ging an meiner Seite In gleichem Schritt und Tritt. Eine Kugel kam geflogen: Gilt’s mir oder gilt es dir? Sie hat ihn weggerissen, Er liegt zu meinen Füßen Als wär's ein Stück von mir. Will mir die Hand noch reichen, Derweil ich eben lad'. "Kann dir die Hand nicht geben, Bleib du im ew'gen Leben Mein guter Kamerad!" | Jag hade en gång en kamrat, En bättre finner du ej. Trumman slog; vi skulle strida, Han gick där vid min sida, I samma takt och steg. En kula kom flygande: Är den till mig eller dig? Den slet bort honom, Han ligger nu vid mina fötter Som om han vore en del av mig. Han sträcker mig handen, Medan jag laddar om [geväret]. "Jag kan inte ta dig i handen, Bli du kvar i evigheten, Min käre kamrat." | J'avais un camarade, De meilleur il n'en est pas ; Dans la paix et dans la guerre Nous allions comme des frères Marchant d'un même pas. Mais une balle siffle. Qui de nous sera frappé ? Le voilà qui tombe à terre, Il est là dans la poussière ; Mon cœur est déchiré. Ma main, il veut me prendre Mais je charge mon fusil; Adieu donc, adieu mon frère Dans le ciel et sur la terre Soyons toujours unis. | Oli aseveikko mulla oli parhain, urhokkain. Sotatorvet kutsui meitä ja hän astui taiston teitä. Samaan tahtiin rinnallain! Tuli lentäin luoti tuima, onko vuoro mun vai sun? Sinut kaatoi surman luoti, sydän vertas maahan vuoti. Kuin rinnasta ois se mun! Yhä tarjoot mulle kättäs, johon taannoin tartuin mä. Puristaa sitä en voi joskaan, olemasta et lakkaa koskaan! Sinä parhain ystäväin! |

Melodin används även för sången om Hans Beimlers död under spanska inbördeskriget.